# Беловол, Татьяна Григорьевна
Татьяна Григорьевна Беловол (укр. Тетяна Григорівна Біловол; род. 7 октября 1969) — украинская легкоатлетка, специализировавшаяся на беге на средние и длинные дистанции. На соревнованиях представляла Одесскую область.
Шестикратная чемпионка Украины в беге на средние и длинные дистанции. Побеждала на дистанции 5000 метров в 1997, 1998 и 2001 годах, на 3000 метров — в 1994 году, а также на 1500 метров — в 1994 (в помещении) и 1997 годах.
Обладательница четырёх серебряных медалей чемпионатов Украины: трёх — на дистанции 1500 метров (1995, 1996, 2000) и одной — на 5000 метров (1995).
На Всемирных военных играх 1995 года в Риме Беловол завоевала золото на дистанции 3000 метров.
Участвовала в чемпионатах мира по кроссу в 1994 и 1995 годах, а также в чемпионатах Европы тех же лет. Представляла Украину на чемпионате мира по экидену 1994 года в Литохороне, чемпионате мира по полумарафону 1996 года в Пальма-де-Мальорке, чемпионате мира по лёгкой атлетике 1997 года в Афинах и Кубке Европы 2000 года в Гейтсхеде.
Побеждала на Марафоне Detroit Free Press (2008). Серебряная призёрша Киевского полумарафона 2014 года. Также была участницей Парижского полумарафона (1997), Стокгольмского марафона (2007) и Краковского марафона (2008).